# Supermodelo
Supermodelo (tiếng Việt: Siêu mẫu) là một cuộc thi người mẫu và truyền hình thực tế của Tây Ban Nha diễn ra từ năm 2006 đến 2008, với ba mùa được phát sóng.
Mỗi buổi loại trừ được xác định hàng tuần bằng cách bỏ phiếu công khai. Chương trình nhằm tìm kiếm một đại diện cho cuộc thi Elite Model Look. Hai mùa đầu tiên chỉ có các thí sinh nữ, trong khi mùa ba có cả thí sinh nam và nữ và được chia thành hai cuộc thi riêng biệt: nam và nữ, với một người chiến thắng nam và một nữ được chọn.

## Định dạng chương trình
Chương trình đều phát sóng trực tiếp vào mỗi tuần. Mỗi tuần các thí sinh phải vượt qua các thử thách, các buổi chụp ảnh, các buổi trình diễn thời trang và các buổi đánh giá. Một khi giám khảo đã đưa ra quyết định của mình dựa trên kết quả của thí sinh trong cuộc thi thử thách tuần, buổi chụp ảnh và thái độ chung, thí sinh được gọi trở lại phòng. Các giám khảo sẽ chọn ra hai người kém nhất tuần để khán giả bầu chọn xem ai xứng đáng được ở lại. Vào đầu tập tiếp theo, một thí sinh sẽ bị loại cho đến khi người chiến thắng được tiết lộ.

## Các mùa
| Mùa | Phát sóng           | Quán quân          | Á quân          | Các thí sinh theo thứ tự bị loại | Tổng số thí sinh | Điểm đến quốc tế                   |
| --- | ------------------- | ------------------ | --------------- | --- | ---------------- | ---------------------------------- |
| 1   | 27 tháng 8 năm 2006 | María José Gallego | Yasmín García   | Odilia Garcia, Christel Castaño, Cristina Palavra, Yanira Catalá, Fina Rodrigo, Laura Beigveder, Graciela Tallón, Malena Costa, Elisabeth Kweku, Laura Negrete, Mayte Prieto                                                                              | 13               | Không có                           |
| 2   | 13 tháng 8 năm 2007 | Noelia López       | Magdalena Pérez | Irene Valerón, Paola Ditano, Raquel Hernández, Marta Abarrategui, Sandra Girón, Jessica Ruíz, Marta Vicente (dừng cuộc thi), Silvia Salleras, Paula Hidalgo, Paula Bernaldez, Zaida Rodríguez (dừng cuộc thi), Paloma Bloyd, Alba Carrillo, Isabel Cañete | 16               | Không có                           |
| 3   | 28 tháng 4 năm 2008 | Eva Prieto ♀       | Amparo Gracía   | Isabel Conejo, Nora Gárate, Raquel Martínez, Marcela Fuentes, Catalina Agilar, Yara Cobo, Mamen Solís, Belén Alarcón | 20               | Savona Rome Palermo Valletta Tunis |
| 3   | 28 tháng 4 năm 2008 | Oliver Baggerman ♂ | Javier Vázquez  | Abdel Abdelkader, Mario Rodríguez, Luis Jiménez, Benito Daza, Andrés Moreno, Arturo Galue, Iván Plata, Aaron Marínez | 20               | Savona Rome Palermo Valletta Tunis |